# Grillon
Grillon ist eine südfranzösische Gemeinde mit 1724 Einwohnern (Stand 1. Januar 2022) im Département Vaucluse in der Region Provence-Alpes-Côte d’Azur. Sie gehört zum Arrondissement Carpentras und zum Kanton Valréas. Die Bewohner nennen sich Grillonais oder Grillonaises. 
Die angrenzenden Gemeinden sind Grignan und Taulignan im Norden, Valréas im Osten, Richerenches im Süden sowie Colonzelle im Westen.

## Bevölkerungsentwicklung
| Jahr      | 1962 | 1968 | 1975 | 1982 | 1990 | 1999 | 2008 | 2018 |
| --------- | ---- | ---- | ---- | ---- | ---- | ---- | ---- | ---- |
| Einwohner | 828  | 984  | 1129 | 1389 | 1580 | 1686 | 1704 | 1742 |